# تشارلز انجلوا
تشارلز انجلوا (بالفرنسية: Charles-Victor Langlois )‏ (و. 1863 – 1929 م) هو مؤرخ، وأمين الأرشيف فرنسي، ولد في روان، توفي في باريس، عن عمر يناهز 66 عاماً.

## مناصب
تولى منصب رئيس ‏، مجتمع التاريخ الفرنسي (1922–1923).

## التعليم
تعلم في المدرسة الوطنية للمواثيق (1881–1885)، وجامعة باريس.

## جوائز
حصل على جوائز منها:
- وسام جوقة الشرف من رتبة قائد.

## روابط خارجية
- تشارلز انجلوا على موقع الموسوعة البريطانية (الإنجليزية)